# Alice Bretaňská (1243–1288)
Alice Bretaňská (francouzsky Alix de Bretagne, 6. června nebo 11. června 1243?, hrad Suscinio – 2. srpna 1288, Akkon) byla hraběnka z Blois a Chartres a paní z Avesnes. Uskutečnila jednu z posledních velkých ozbrojených výprav křižácké éry.

## Životopis
Narodila se jako nejstarší dcera bretaňského vévody Jana I. a Blanky, dcery navarrského krále Theobalda a byla pojmenována po své babičce. Roku 1254 byla jako děvčátko provdána za Jana, hraběte z Blois. Z manželství s o osmnáct let starším hrabětem se narodila jediná dcera, kterou roku 1263 zasnoubili s mladším synem krále Ludvíka IX. Zdá se, že manžel byl nemocný. Místo přislíbené účasti na křížové výpravě založil roku 1277 společně s Alicí klášter Guiche a o dva roky později zemřel.
Alice roku 1287 uskutečnila jednu z posledních velkých ozbrojených výprav křižácké éry, když se s větším kontingentem rytířů vydala do Svaté země. Přispěla k posílení městského opevnění Akkonu, poslední významné pevnosti křesťanů a postavila věž pojmenovanou po ní. Zemřela v Akkonu v létě 1288 a její ostatky byly přeneseny k poslednímu odpočinku do kláštera Guiche. Dědičkou se stala dcera Johana.